# Thrincophora nebulosa
Thrincophora nebulosa es una especie de mariposa del género Thrincophora, familia Tortricidae.
Fue descrita científicamente por Diakonoff en 1952.